# USS Tench (SS-417)
USS Tench (SS-417) – amerykański okręt podwodny o wyporności podwodnej 2455 ton, jednostka wiodąca typu Tench z czasów drugiej wojny światowej i początkowego okresu zimnej wojny.
Stępkę pod okręt położono 1 kwietnia 1944 roku w stoczni Portsmouth Naval Shipyard, gdzie zwodowano go 7 lipca 1944 roku. 6 października 1944 roku okręt wszedł do służby marynarce amerykańskiej. Po przeprowadzeniu początkowych treningów w styczniu 1945 roku USS „Tench” (SS-417) dotarł do Pearl Harbor, gdzie wszedł w skład Floty Pacyfiku. Do zakończenia działań bojowych w wojnie na Pacyfiku zatopił trzy statki handlowe i jeden zbiornikowiec o łącznej pojemności 5069 ton.
Po zakończeniu działań podwodnych w wojnie z Japonią okręt powrócił na Atlantyk, gdzie prowadził rutynową działalność szkoleniową na wschodnim wybrzeżu, w latach 50. służył także na Morzu Śródziemnym działając w ramach VI Floty. Pod koniec lat 60. złożył wizyty w portach w Wielkiej Brytanii, Niemiec i Portugalii. 1 października 1969 roku został przeklasyfikowany na okręt pomocniczy z oznaczeniem AGSS-417. 8 maja 1970 zakończył czynną służbę w US Navy i został przeniesiony do rezerwy, zaś 15 sierpnia 1973 roku został skreślony rejestru okrętów, po czym 16 września 1976 roku został sprzedany na części do Peru.